# Melanesobasis prolixa
Melanesobasis prolixa – gatunek ważki z rodziny łątkowatych (Coenagrionidae). Jest endemitem Fidżi.
Gatunek ten został opisany w 1984 roku w oparciu o pojedynczy okaz – samca odłowionego w lipcu 1924 roku na wyspie Moala. Później stwierdzono go także na wyspie Vanua Levu.